# Mekeil Williams
Mekeil Andy Williams (Puerto España, Trinidad y Tobago; 24 de julio de 1990) es un futbolista trinitense. Juega de defensa central y su equipo actual es el Police FC de la  TT Premier Football League. Es internacional absoluto por la selección de Trinidad y Tobago desde 2012.

## Trayectoria
Williams comenzó su carrera en el Ma Pau SC y el W Connection de su país. Su primera aventura internacional fue en 2012, cuando fue cedido al Pogoń Szczecin polaco.
En febrero de 2016, el defensor fichó en el Colorado Rapids de la MLS.
En marzo de 2023, Williams se incorporó al Chattanooga Red Wolves SC de la USL League One.

## Selección nacional
Williams debutó por la selección de Trinidad y Tobago  el 22 de enero de 2012 ante Finlandia por un amistoso.

### Participaciones en copas continentales
| Copa                            | Sede                                  | Resultado        |
| ------------------------------- | ------------------------------------- | ---------------- |
| Copa de Oro de la Concacaf 2015 | Canadá · Estados Unidos               | Cuartos de final |
| Copa de Oro de la Concacaf 2019 | Costa Rica · Estados Unidos · Jamaica | Fase de grupos   |
| Copa de Oro de la Concacaf 2021 | Estados Unidos                        | Fase de grupos   |

## Clubes
| Club                      | País              | Año           |
| ------------------------- | ----------------- | ------------- |
| Ma Pau SC                 | Trinidad y Tobago | 2009          |
| W Connection              | Trinidad y Tobago | 2011-2012     |
| Pogoń Szczecin (Cedido)   | Polonia           | 2012          |
| FC Fyn                    | Dinamarca         | 2012-2013     |
| W Connection              | Trinidad y Tobago | 2013-2015     |
| Antigua GFC               | Guatemala         | 2015-2016     |
| Colorado Rapids           | Estados Unidos    | 2016-2017     |
| Richmond Kickers          | Estados Unidos    | 2018          |
| Oklahoma City Energy      | Estados Unidos    | 2019          |
| CSD Municipal             | Guatemala         | 2020          |
| Pittsburgh Riverhounds    | Estados Unidos    | 2021-2022     |
| Chattanooga Red Wolves SC | Estados Unidos    | 2023          |
| Police FC                 | Trinidad y Tobago | 2024-presente |

## Palmarés

### Títulos nacionales
| Título                               | Club          | País              | Año           |
| ------------------------------------ | ------------- | ----------------- | ------------- |
| TT Premier Football League           | W Connection  | Trinidad y Tobago | 2013-14       |
| Liga Nacional de Fútbol de Guatemala | CSD Municipal | Guatemala         | Apertura 2019 |